# Badge de bois

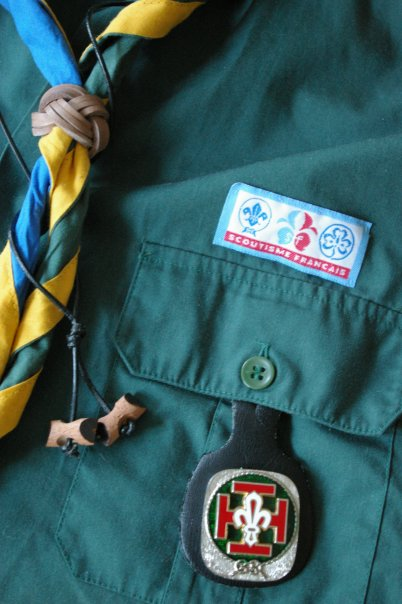
Buchettes autour d'un foulard français

Le badge de bois (en anglais : Wood Badge, ou Woodbadge), également connu comme « les bûchettes », est une distinction que reçoivent les responsables scouts ayant terminé avec succès un programme de formation dont l'association scoute respective reconnaît le mérite et les compétences acquises. 
L'objet se présente sous la forme de deux bâtonnets de bois attachés à un cordon de cuir. Les personnes ayant reçu le Wood Badge sont surnommées les Wood Badgers ou Gilwellians et entrent dans le cercle très restreint du 1st Gilwell Scout Group, groupe qui se retrouve chaque année lors du premier weekend de septembre à Gilwell Park pour la Gilwell Reunion. En France, les bûchettes sont décernées initialement aux chefs diplômés des camps-écoles. 
Le badge de bois de base comporte deux bûchettes, mais il en existe avec plus. Le Deputy Camp Chief de Gilwell (responsable de la formation) portait, lui, cinq buchettes, mais cette pratique a été rapidement abandonnée. Robert Baden-Powell, le fondateur du scoutisme, portait lui-même six buchettes.
Les responsables scouts arborant le Wood Badge sont reconnus dans l'estime de leurs frères scouts à travers le monde.

## Origines
Le Badge de Bois trouve son origine dans un collier traditionnel (iziqu) porté par le chef zoulou Dinizulu, constitué de plus de 1 000 buchettes d'acacia et long de près de 4 mètres. Baden-Powell, lorsqu'il était en poste en Afrique du Sud, fut chargé de le capturer, mais il n'y parvint jamais ; il ne put rapporter que ce collier, trouvé dans le village abandonné de Dinizulu.
Bien des années plus tard, Baden Powell cherchait une marque pour distinguer les participants au premier camp de formation de Gilwell, tenu en septembre 1919. Il construisit alors le premier Wood Badge en passant deux des buchettes de l'iziqu de Dinizulu sur une portion d'un grand lacet en cuir qui lui avait été donné à Mafeking.

## Usages actuels en France

### Guides et Scouts d'Europe
Le badge de bois est remis chez les Guides et Scouts d'Europe avec deux tisons pour les chefs ayant réalisé la totalité de la formation correspondant à leur branche : un camp national d'entraînement et un stage pratique. Le foulard de Gilwell est remis en même temps à ces chefs. 
Le troisième tison est décerné aux mestres de camp, des chefs ayant encadré des camps écoles.

### Scouts et Guides de France
Le badge de bois est remis chez les Scouts et Guides de France aux responsables ayant terminé leur formation :
Chefs et cheftaines (animation avec les jeunes) : BAFA ou formations « Module Animateur de Scoutisme et Campisme » et « Module Appro Accueil de Scoutisme. 
Responsables de Groupe Local : Formations initiales et accueil de scoutisme ou CHAM (en parcours ou hors parcours BAFD)
Pour les Délégués Territoriaux et les Responsables Territoriaux ayant mis en œuvre un « scoutisme de qualité » pendant au moins trois ans et suivi un CHAM
Une troisième bûchette est remis aux adultes s'engageant en tant que formateur ou formatrice ayant suivi un STAF et participé à trois expériences de formation dans l’association (dont 1 stage long) en tant que formateur.

## Foulard de Gilwell

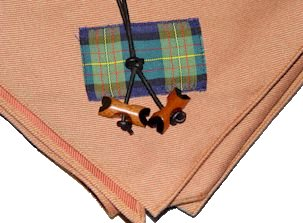
Wood Badge, sur le foulard du 1. Gilwell Group (avec le tartan MacLaren).

Le foulard de Gilwell (ou de Mac Laren) est remis chez les GSE après le troisième stage de formation, en même temps que les deux premiers tisons des badges de bois. Chez les Scouts et Guides de France, il est remis à l'issue du stage de Chamarande et ne correspond pas à la remise des bûchettes. 
Il tire son origine d'une volonté d'honorer le commissaire scout qui avait donné Gilwell Park au scoutisme : comme il descendait du clan écossais des McLaren, le foulard fut entièrement fait du tartan des MacLaren. Cependant très vite, devant le coût que cela induisait, les foulards devinrent gris-orangé, avec uniquement un morceau de tartan à la pointe. Seuls certains mouvements continuent d'arborer le foulard en tartan complet.  Ce foulard est réuni par un woggle (nœud de foulard). Originellement, les participants à la formation sculptaient eux-mêmes leur nœud à partir d'un morceau de bois.  Vu la complexité de l'exercice, on le remplaça par le nœud turc à double torons fait de cuir.  Ce nœud a une symbolique particulière   : la longueur de corde nécessaire à sa réalisation est celle requise pour faire un arc à feu. De plus ce nœud, qui visuellement n'a ni fin ni début, représente le service infini que le porteur a donné au mouvement. Il sert également à identifier les personnes qui sont à mi-chemin dans leur formation (Association des scouts du Canada).